# バンダン急行
バンダン急行（英語: Bandhan Express、ベンガル語: বন্ধন এক্সপ্রেস）は、インドとバングラデシュを結ぶ国際急行列車。2017年から営業運転を開始しており、愛称はベンガル語で「絆」を意味する。

## 概要
2017年11月9日に設定され、11月16日から営業運転を開始した、インドの大都市・コルカタとバングラデシュ第3の都市・クルナを結ぶ国際列車。コルカタのコルカタ駅とバングラデシュのクルナ駅、全長172 kmの区間を4時間40 - 50分かけて結ぶ。運行開始当初は木曜日に1往復するのみの運行だったが、2020年以降は日曜日にも1往復が新たに設定されている。
使用される客車（LHB客車）の編成は10両で、内訳は以下の通りである。
- 冷房1等寝台車（First AC）：4両
- 冷房座席車（AC Chair Car）：4両
- 電源車：2両